# 桃園捷運2000型電聯車
桃園捷運2000型電聯車是一款屬於桃園捷運機場線的直流電聯車，名為直達車（Express），採用第三軌供電方式推進，行駛於1,435毫米的標準軌。

## 概要
該型列車由川崎重工業製造，車輛顏色以臺灣紫嘯鶇作為意象設計。所有列車均採用全動力車（實心車卡）的方式以應付機場線頻繁的陡坡，採用第三軌供電，並全線使用鋼輪，行駛於1,435公釐之標準軌。電聯車廂每側配有3組由iFE公司製造的對開滑塞式車門，全列車為一組5輛編成。車廂總長約為102米，由4節旅客車廂及1節行李車廂所構成，採橫向式座位安排，故站立的空間較少，座位由佳豐機械設計工業製作，椅背設有可折疊式小桌子。2011年8月、首列電聯車（201）運抵青埔機廠。
2019年10月，因直達車座椅之椅套使用不敷，導致直達車之車廂有異味的問題，因此在2019年底開始，全面進行直達車座椅及椅套優化工程，由原本的淺紫色絨布質椅套（一般座）及深紫色絨布質椅套（博愛座）改為統一深紫色絨布質椅套附加機場線的軌鳥圖，座椅符合人體工學設計，此工程已於2020年3月改造完成。

## 列車編組
| ←環北站/機場第二航廈站方向台北車站方向→ |            |                 |                 |                 |                 |                              |
| 車廂                                    | 車廂       | 1               | 2               | 3               | 4               | 5                            |
| 車輛編號                                | 車輛編號   | 21XX (DME)      | 22XX (ME1)      | 23XX (ME3)      | 24XX (ME1)      | 25XX (DMB)                   |
| 機器配置                                | 機器配置   | VVVF            | VVVF            | VVVF            | VVVF            | VVVF                         |
| 集電靴                                  | 集電靴     | 有              | 有              | 有              | 有              | 有                           |
| 車内設備                                | 車内設備   |                 |                 |                 |                 | 貨運                         |
| 長度（mm）                              | 長度（mm） | 20780           | 20250           | 20250           | 20250           | 20780                        |
| 重量（t）                               | 重量（t）  | 40              | 39              | 38              | 38              | 40                           |
| 座位                                    | 座位       | 36+2 （共50個） | 32+2 （共52個） | 32+2 （共54個） | 40+2 （共50個） | 13 AKE                       |
| 車門數量                                | 車門數量   | 3對             | 3對             | 3對             | 3對             | 5對 （無窗戶，設有行李標誌） |

| 範例 - DME - 駕駛動力車 - ME - 動力車 - DMB - 駕駛行李動力車                                                        |
| 圖例 - ：預辦登機行李車 - ：航空班機資訊 - ：大型行李架 - ：Wi-Fi - ：充電座 - ：USB充電座 - ：無障礙座位 - ：AED。 |

## 列車相片

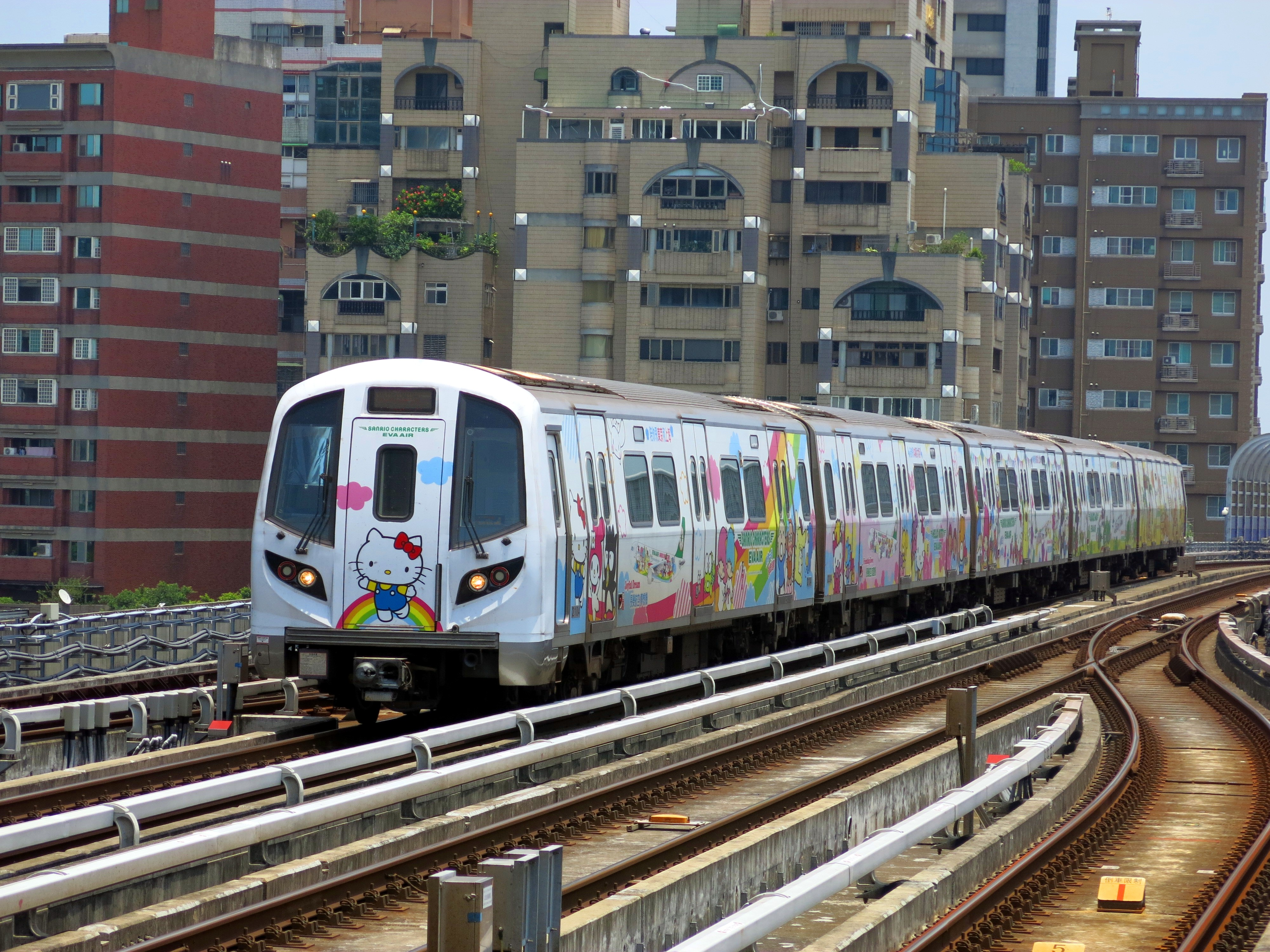
彩繪直達車位於林口站
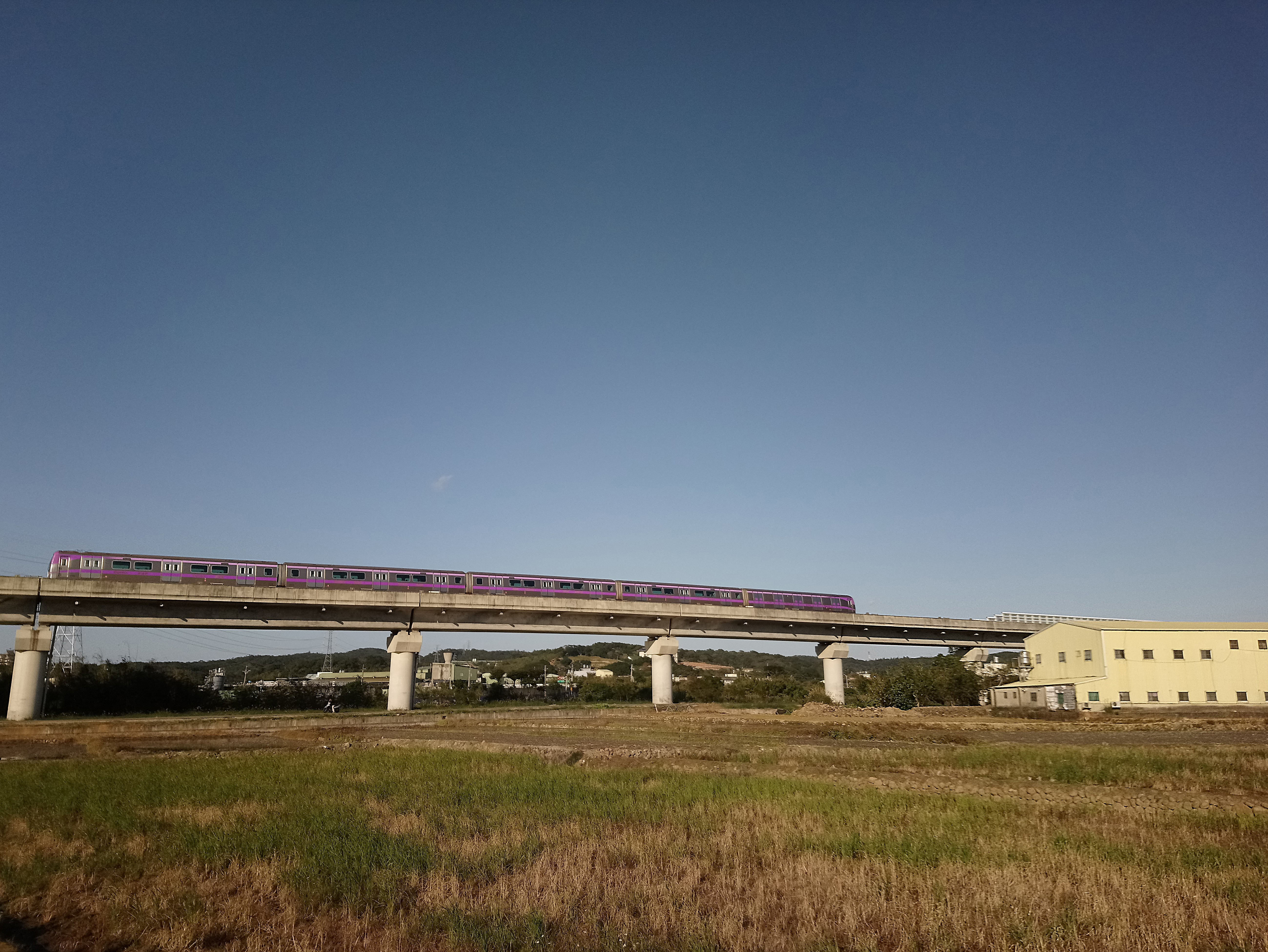
山鼻站～林口站間的直達車
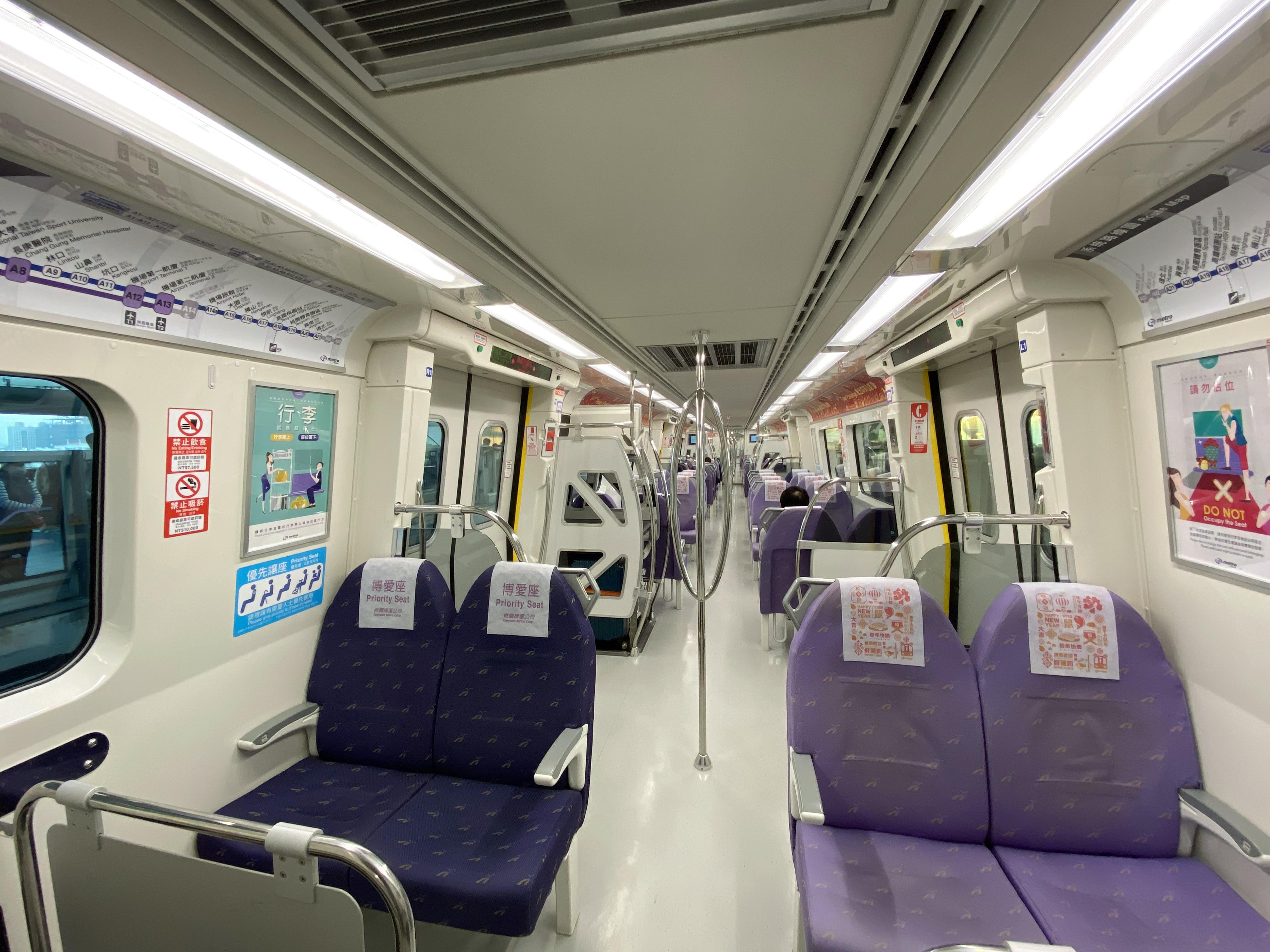
車廂
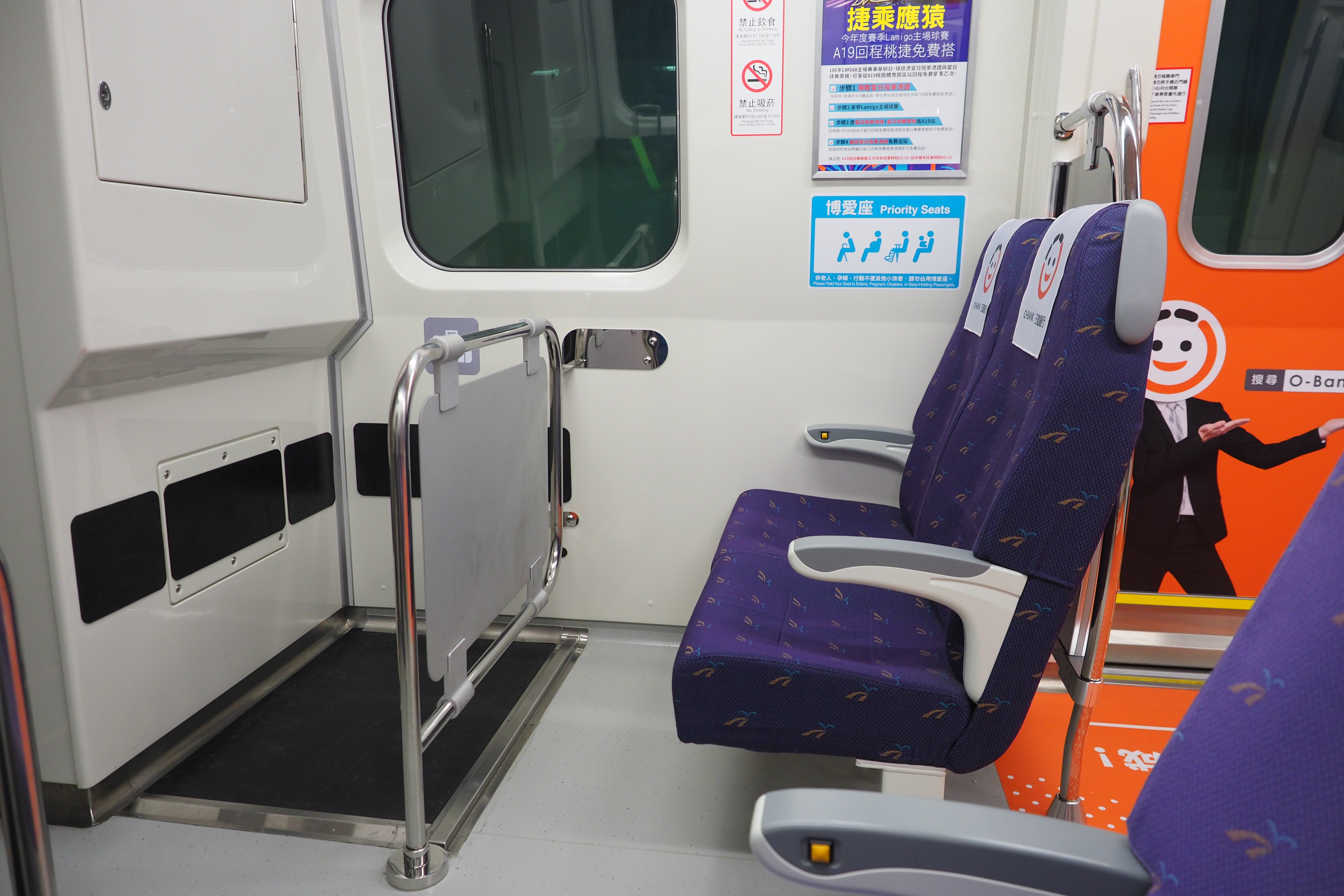
博愛座
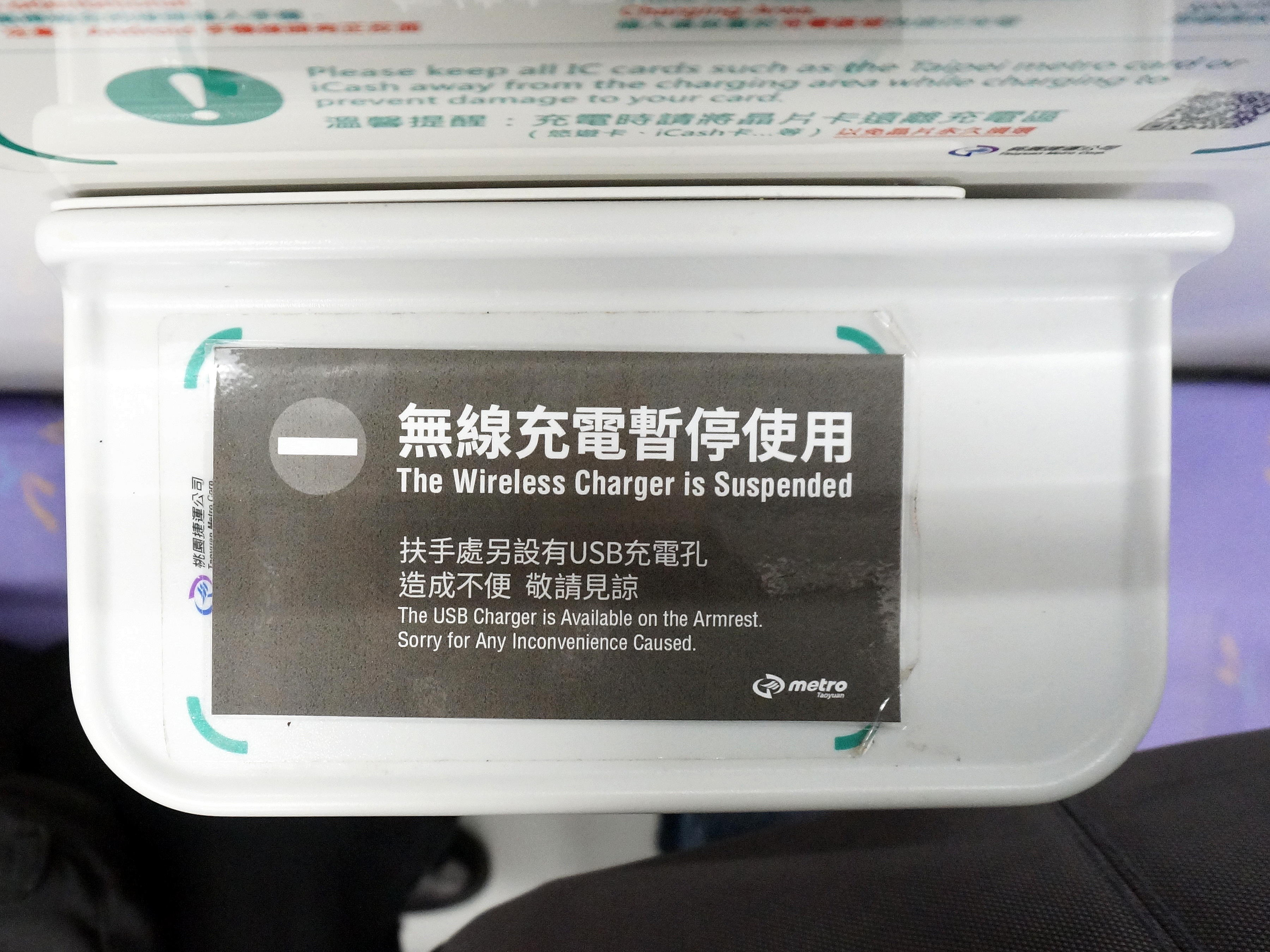
充電座（暫停使用）
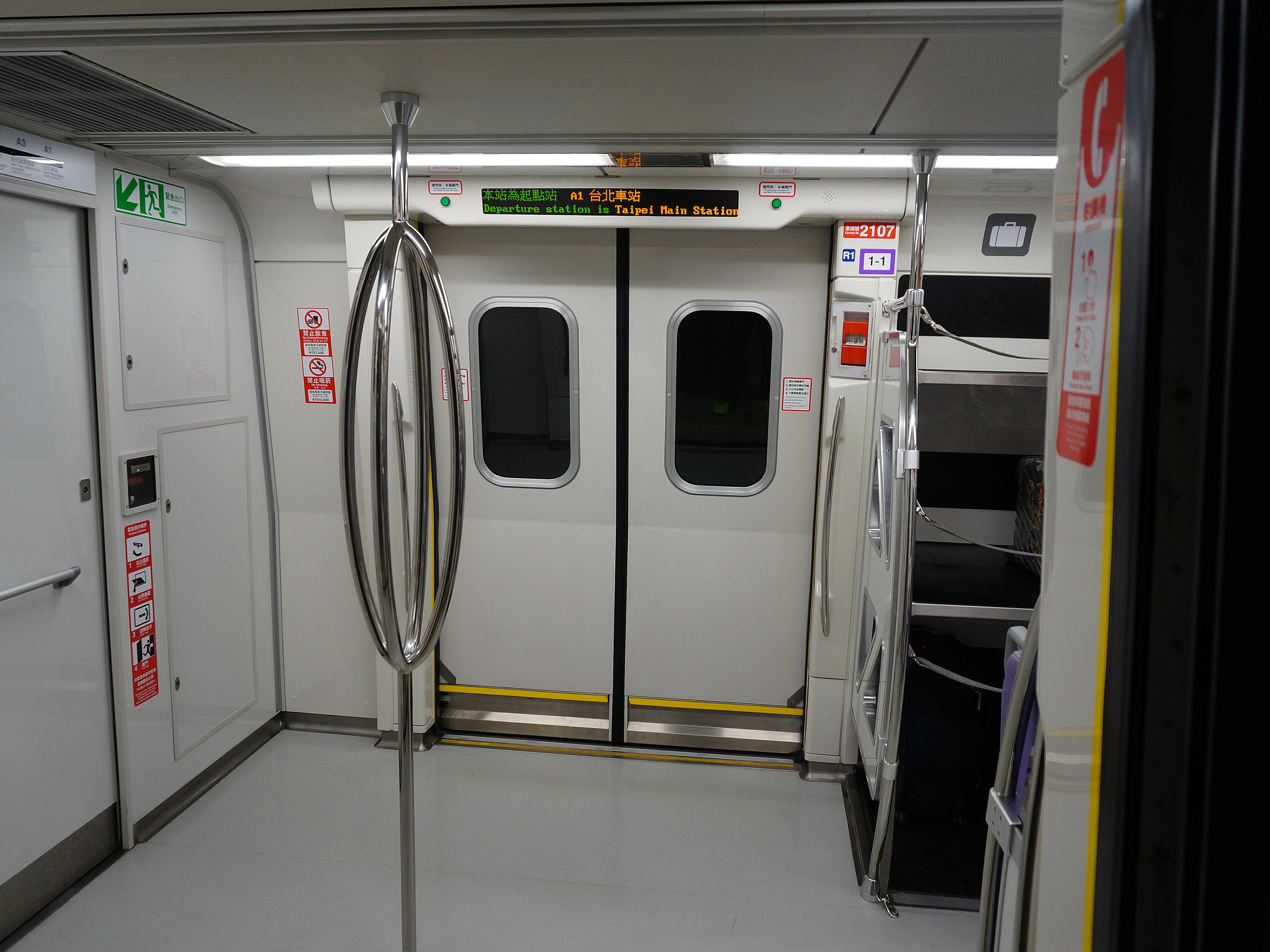
行李架及車門
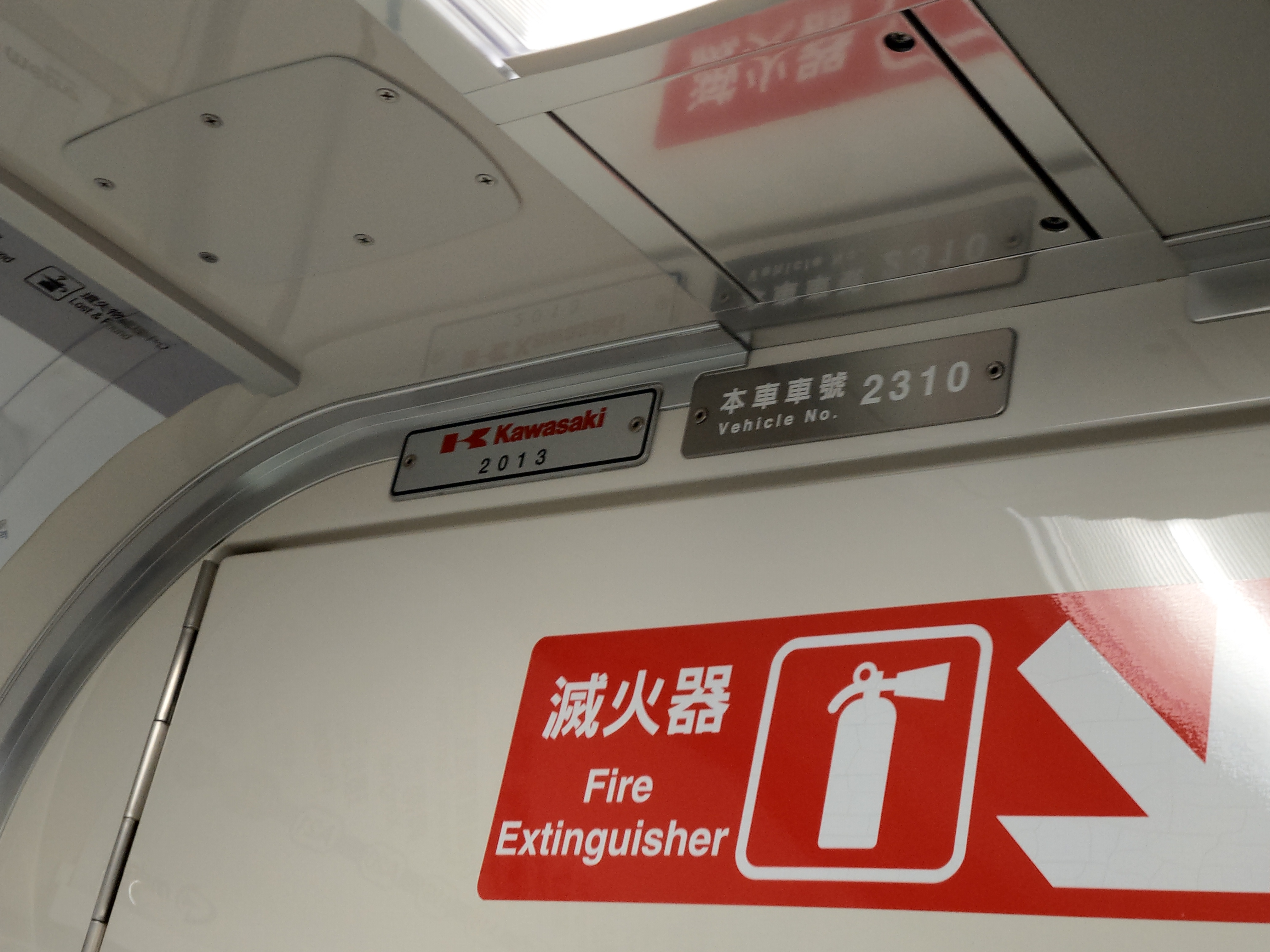
桃園捷運直達車由川崎重工製造車廂內的銘版註記